# Літіум (Міссурі)
Літіум (англ. Lithium) — селище (англ. village) в США, в окрузі Перрі штату Міссурі. Населення — 92 особи (2020).

## Географія
Літіум розташований за координатами 37°49′58″ пн. ш. 89°53′5″ зх. д. / 37.83278° пн. ш. 89.88472° зх. д. (37.832850, -89.884745).  За даними Бюро перепису населення США в 2010 році селище мало площу 0,17 км², уся площа — суходіл.

## Демографія
Згідно з переписом 2010 року, у селищі мешкало 89 осіб у 28 домогосподарствах у складі 22 родин. Густота населення становила 536 осіб/км².  Було 32 помешкання (193/км²).
Расовий склад населення:
| - 98,9 % — білих - 1,1 % — осіб інших рас |

До двох чи більше рас належало 0,0 %. Частка іспаномовних становила 1,1 % від усіх жителів.
За віковим діапазоном населення розподілялося таким чином: 34,8 % — особи молодші 18 років, 55,1 % — особи у віці 18—64 років, 10,1 % — особи у віці 65 років та старші. Медіана віку мешканця становила 27,5 року. На 100 осіб жіночої статі у селищі припадало 134,2 чоловіків;  на 100 жінок у віці від 18 років та старших — 100,0 чоловіків також старших 18 років.
За межею бідності перебувало 15,8 % осіб, у тому числі 0,0 % дітей у віці до 18 років та 37,5 % осіб у віці 65 років та старших.
Цивільне працевлаштоване населення становило 14 особи. Основні галузі зайнятості: роздрібна торгівля — 50,0 %, мистецтво, розваги та відпочинок — 50,0 %.